# I'm Glad
"I'm Glad" je pjesma američke pjevačice Jennifer Lopez. Objavljena je 1. srpnja 2003. kao treći singl s njenog albuma This Is Me... Then u izdanju Epic Recordsa.

## O pjesmi
Pjesma nije zabilježila uspjeh na ljestvicama kao prethodna dva singla. Izuzetak su Kanada, Australija i Nizozemska gdje je dospjela u top 10. Njeni remiksevi postali su veliki klupski hitovi.

## Popis pjesama

### CD 1
1. "I'm Glad"
2. "I'm Glad" (Paul Oakenfold Perfecto Remiks)
3. "I'm Glad" (Lawrence Fordyce's Siren Club Miks)
4. "All I Have" (Ignorants Miks, ft. LL Cool J)

### CD 2
1. "I'm Glad"
2. "I'm Glad" (J-Lo Vs. Who Da Funk Main Miks)
3. "I'm Glad" (Murk Miami Miks)
4. "I'm Glad" (video)

## Videospot
Videospot za pjesmu snimljen je 2003. godine pod redateljskom palicom Davida LaChapellea. Koreografiju je osmislio Jeffrey Hornaday a riječ je o adaptaciji njegovog filma iz 1983. Flashdance. Na početku videa Jennifer uđe u plesnu halu pred žiri. Prije početka plesa prikazane su scene iz Jenniferine svakodnevnice kao što je šetnja sa psom ili nastup u lokalnom klub. U videu zapravo Jennifer kod kuće razmišlja o svojoj svakodnevnici koja je prikazana kroz scene videa.

## Ljestvice
| Ljestvice (2003.)                       | Pozicija |
| --------------------------------------- | -------- |
| Australija                              | 10       |
| Austrija                                | 50       |
| Belgija (Flandrija)                     | 31       |
| Belgija (Valonija)                      | 30       |
| Kanada                                  | 8        |
| Nizozemska                              | 6        |
| Njemačka                                | 44       |
| Irska                                   | 19       |
| Italija                                 | 17       |
| Novi Zeland                             | 22       |
| Švedska                                 | 51       |
| Švicarska                               | 21       |
| Ujedinjeno Kraljevstvo                  | 11       |
| SAD (Billboard Hot 100)                 | 32       |
| SAD (Billboard Hot R&B/Hip-Hop Singles) | 19       |
| SAD (Billboard Hot Dance Play)          | 4        |

## Certifikacije
| Država      | Certifikacija | Prodaja |
| ----------- | ------------- | ------- |
| Australija  | zlatna        | 35.000  |
| Švicarska   | zlatna        | 15.000  |
| Novi Zeland | zlatna        | 7.500   |

## Nagrade i nomicije

### MTV-eve glazbene video nagrade
- nominacija - najbolja produkcija videa (2003.)
- nominacija - najbolji ženski video (2003.)
- nominacija - najbolji plesni video (2003.)
- nominacija - najbolja koreografija (2003.)